# Sorin A. Huss
Sorin Alexander Huss (* 21. Mai 1950 in Bukarest) ist ein deutscher Ingenieur. An der Technischen Universität Darmstadt ist er seit 1990 Professor im  Fachbereich Integrierte Schaltungen und Systeme. Sein Forschungsgebiet ist die Entwurfsmethodik eingebetteter Systeme und Krypto-Hardware.

## Leben
Huss studierte von 1970 bis 1976 Elektrotechnik an der TU München. Dort war er von 1976 bis 1982  als Wissenschaftlicher  Assistent tätig. 1982 wurde er mit der Dissertation Zur interaktiven Optimierung integrierter Schaltungen  promoviert. Von 1982 bis 1990  arbeitete er bei der AEG als CAD/CAE-Manager in Ulm. 1990 wurde er zum Hochschullehrer berufen.
Seit 2008 ist er Direktoriumsmitglied des Centers for Advanced Security Research Darmstadt (CASED). Er leitet den Arbeitsbereich „Sichere Dinge“.
2010 wurde ihm die Festschrift Design methodologies for secure embedded systems gewidmet.

## Schriften
- Entwurf integrierter Schaltungen.  VDE-Verlag. Berlin, Offenbach 1999 ISBN 3-8007-2485-5